# Vireo leucophrys
Vireo leucophrys  (лат.) — вид воробьинообразных птиц из семейства виреоновых. Иногда его считают конспецифичным с Vireo gilvus.

## Распространение
Ареал простирается от юга Мексики до северо-запада Боливии. Живут на нижнем и среднем уровнях леса, опушках и на полуоткрытых пространствах, держась на высотах от 500 до 2500 м.

## Описание
Длина тела 11,5—12,7 см, масса 12 г. Корона коричневая, верхняя часть тела оливково-зелёная. От клюва через глаз проходит коричневая линия. «Бровь» над глазом белая.

## Биология
Питаются гусеницами и насекомыми. Также поедают мелкие фрукты.
МСОП присвоил виду охранный статус LC.